# Ulvåker

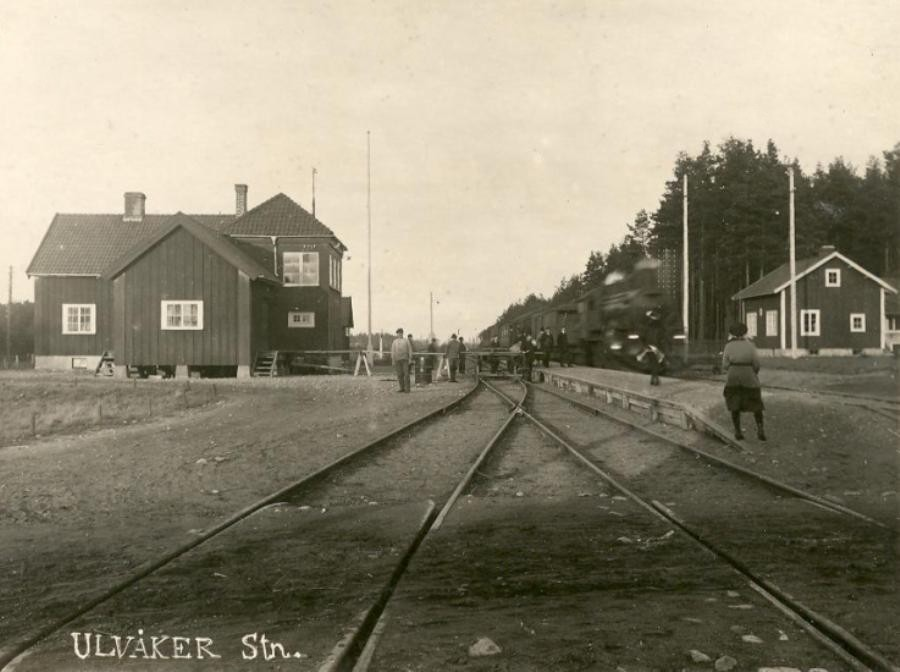
Ulvåkers stationshus omkring år 1920. Fotograf: okänd.

Ulvåker är en tätort i Skövde kommun. 

## Historia
Samhället är ett av många stationssamhällen som uppkom då västra stambanan byggdes. Järnvägssträckan mellan Skövde och Töreboda var färdigbyggd år 1859. Startskottet till tätortens uppkomst var inrättandet av en hållplats längs järnvägen år 1909. Dessförinnan fanns det knappt någon bebyggelse alls. Namnet på hållplatsen var då Ulvängen, efter den närbelägna herrgården Ulvängens herrgård. Namnet på hållplatsen ändrades efter ett tag till Ulvåker för att inte förväxlas med Älvängen (ort längs Göta älv). Namnförväxlingen hade varit problematisk efter inrättandet av en poststation i samhället.  
År 1919 byggdes ett stationshus i nationalromantisk stil ritad av SJ:s chefsarkitekt Folke Zettervall. Sju år senare, år 1926, uppgraderades hållplatsen till järnvägsstation. I slutet av 1960-talet slutade tågen att stanna i Ulvåker.
Den 1 maj 2014 anordnade Altuna bygdegårdsförening ett hundraårsjubileum till minne av året då sista tåget för resande stannade i samhället. Detta firades bland annat med att man lät ett tåg från Kristinehamn stanna vid stationen för påstigande för att sedan fortsätta sin färd mot Skövde där man fick stiga av.
År 2016 påbörjades grävning för fiber till tätorten med omnejd. Fibernätet som förvaltas av "Ulvåkerbygdens fiber ekonomisk förening" driftsattes i december 2017.     

### Bebyggelse
Bebyggelsen var till en början oreglerad och man byggde på den mark som fanns tillgänglig. På 1930-talet kunde man i samhället bland annat finna verkstäder, affärslokaler och en busshållplats. Husen från den här tiden hade oftast ljus fasad och brutna tak med tegel. Åren 1965–1975 utvecklades samhället till ett villasamhälle. År 1965 hade en ny byggnadsplan inrättats vilket gav möjlighet för samhället att växa. Samhället växte åt väster med Ringvägens framväxande vilket nästan fördubblade samhällets yta.
Efter att järnvägsstationen stängdes kunde samhället ha dött ut men räddades av Kärnsjukhuset i Skövdes inrättande år 1973 samt Skövde stads utveckling.
Under åren har många olika lanthandlare och diverse företag varit etablerade i samhället. Den senaste och sista lanthandeln var "Sunes Livs" som drevs fram till sommaren 2005. Den kända belysningsaffären Ulvåkers armatur flyttade till Skövde stad under 2000-talet.

### Järnvägen
Järnvägen genom Ulvåker elektrifierades år 1926 i samband med att sträckorna Katrineholm - Falköping - Ranken (209 km) var helt elektrifierade den 15 mars 1926.

### Befolkningsutveckling
| Befolkningsutvecklingen i Ulvåker 1975–2020                                                                   | Befolkningsutvecklingen i Ulvåker 1975–2020 | Befolkningsutvecklingen i Ulvåker 1975–2020 | Befolkningsutvecklingen i Ulvåker 1975–2020 | Befolkningsutvecklingen i Ulvåker 1975–2020 |
| --- | ------------------------------------------- | ------------------------------------------- | ------------------------------------------- | ------------------------------------------- |
| |                                             |                                             |                                             |                                             |
| År |                                             |                                             | Folkmängd                                   | Areal (ha)                                  |
| 1975 | 1975                                        |                                             | 305                                         |                                             |
| 1980 | 1980                                        |                                             | 325                                         |                                             |
| 1990 | 1990                                        |                                             | 295                                         | 24                                          |
| 1995 | 1995                                        |                                             | 300                                         | 24                                          |
| 2000 | 2000                                        |                                             | 291                                         | 24                                          |
| 2005 | 2005                                        |                                             | 265                                         | 24                                          |
| 2010 | 2010                                        |                                             | 254                                         | 24                                          |
| 2015 | 2015                                        |                                             | 256                                         | 41                                          |
| 2016 | 2016                                        |                                             | 247                                         | 41##                                        |
| 2020 | 2020                                        |                                             | 262                                         | 43                                          |
| Anm.: Ny tätort 1975 ## Arean 31 december 2016, 2017 och 2018 fortsatt samma som avgränsades som tätort 2015. |                                             |                                             |                                             |                                             |

## Samhället
Samhället har idag (år 2018) två lekplatser, en fotbollsplan som vintertid används som isyta, en bygdegård (Altuna) och en busshållplats. Samhället har tillgång till fiber. Strax utanför samhället finns idrottsplatsen Åbrovallen med fotbollsplaner både inne och utomhus. Idrottsföreningen Ulvåkers IF äger och driver anläggningen.

## Idrott
Ulvåkers IF (herrar) spelar år 2019 i division 4 östra.